# وزارة روته الثانية
وزارة روته الثانية هو ائتلاف مجلس وزراء هولندا (ويسمى أيضاً وزارة روته- أشر) التي شكلتها الأحزاب السياسية: حزب الشعب للحرية والديمقراطية (VVD) وحزب العمل (PvdA).
زعيم حزب الشعب للحرية والديمقراطية مارك روته هو رئيس وزراء هولندا ولودافايك أشر هو نائب رئيس وزراء هولندا، وهو أكبر وزير في حزب العمل. ومن الترتيبات غير العادية أن زعيم حزب العمل ديدريك سامسون ليس عضواً في مجلس الوزراء، وبدلاً من ذلك كونه زعيم الكتلة البرلمانية للحزب.
وقد تلت هذه الوزارة وزارة روته الأولى بعد الانتخابات العامة الهولندية 2012، وأقرتها الملكة بياتريكس يوم 5 نوفمبر، 2012.
| صاحب المنصب                | صاحب المنصب                          | المنصب/ الحقيبة الوزارية | المنصب/ الحقيبة الوزارية                                                                                | الحزب                         |
| -------------------------- | ------------------------------------ | ------------------------ | --- | ----------------------------- |
| Mark Rutte                 | مارك روته                            | رئيس وزراء هولندا        | الشؤون العامة                                                                                           | حزب الشعب للحرية والديمقراطية |
| Lodewijk Asscher           | لودافايك أشر                         | نائب رئيس الوزراء / وزير | الشئون الإجتماعية والتوظيف                                                                              | حزب العمل الهولندي            |
| Ronald Plasterk            | رونالد بلاستيرك                      | وزير                     | الداخلية وعلاقات المملكة                                                                                | حزب العمل الهولندي            |
| Frans Timmermans           | فرانز تيميرمانز (2012 – 2014) [Appt] | وزير                     | الشئون الخارجية                                                                                         | حزب العمل الهولندي            |
| Bert Koenders              | بيرت كوندرز (منذ 2014)               | وزير                     | الشئون الخارجية                                                                                         | حزب العمل الهولندي            |
| Jeroen Dijsselbloem        | يرون دايسيلبلوم                      | وزير                     | المالية                                                                                                 | حزب العمل الهولندي            |
| Ivo Opstelten              | إيفو أوبستلتن (2012 – 2015) [Res]    | وزير                     | الأمن والعدل                                                                                            | حزب الشعب للحرية والديمقراطية |
| Stef Blok                  | ستيف بلوك (مؤقت)                     | وزير                     | الأمن والعدل                                                                                            | حزب الشعب للحرية والديمقراطية |
| Ard van der Steur          | أرض فان دير ستور (منذ 2015)          | وزير                     | الأمن والعدل                                                                                            | حزب الشعب للحرية والديمقراطية |
| Henk Kamp                  | هينك كامب                            | وزير                     | الشئون الإقتصادية                                                                                       | حزب الشعب للحرية والديمقراطية |
| Jeanine Hennis-Plasschaert | شنين هينيس- بلاسخارت                 | وزيرة                    | الدفاع                                                                                                  | حزب الشعب للحرية والديمقراطية |
| Edith Schippers            | إديث سخيبير                          | وزيرة                    | الصحة والرعاية والرياضة                                                                                 | حزب الشعب للحرية والديمقراطية |
| Jet Bussemaker             | شيت بوسيماكر                         | وزيرة                    | التعليم، الثقافة والعلوم                                                                                | حزب العمل الهولندي            |
| Melanie Schultz van Haegen | ميلاني سخولتز فان هيخن               | وزيرة                    | البنية التحتية والبيئة                                                                                  | حزب الشعب للحرية والديمقراطية |
| Stef Blok                  | ستيف بلوك                            | وزير بدون حقيبة وزارية   | الإسكان وقطاع الحكومة المركزية (داخل الشئون الداخلية وعلاقات المملكة)                                   | حزب الشعب للحرية والديمقراطية |
| Lilianne Ploumen           | ليليانه بلومن                        | وزير بدون حقيبة وزارية   | التجارة الخارجية والتعاون الإنمائي (خلال الشئون الخارجية)                                               | حزب العمل الهولندي            |
| Frans Weekers              | فرانز فيكرز (2012 – 2014) [Res]      | وزير دولة                | المالية (الشئون المالية والمالية للحكومات الأقل)                                                        | حزب الشعب للحرية والديمقراطية |
| Eric Wiebes                | إيريك فيبيز (منذ 2014)               | وزير دولة                | المالية (الشئون المالية والمالية للحكومات الأقل)                                                        | حزب الشعب للحرية والديمقراطية |
| Fred Teeven                | فريد تيفن (2012 – 2015) [Res]        | وزير دولة [Note]         | الأمن والعدل (الوقاية، قانون الأسرة، عدالة الشباب، قانون حقوق الطبع والنشر)                             | حزب الشعب للحرية والديمقراطية |
| Klaas Dijkhoff             | كلاس دايك هوف (منذ 2015)             | وزير دولة [Note]         | الأمن والعدل (الوقاية، قانون الأسرة، عدالة الشباب، قانون حقوق الطبع والنشر)                             | حزب الشعب للحرية والديمقراطية |
| Co Verdaas                 | كو فيرداس (2012) [Res]               | وزير دولة [Note]         | الشئون الإقتصادية (الزراعة، الطبيعة، الأغذية، الجودة، السياحة، شئون البريد)                             | حزب العمل الهولندي            |
| Sharon Dijksma             | شارون دايكسما (منذ 2012)             | وزير دولة [Note]         | الشئون الإقتصادية (الزراعة، الطبيعة، الأغذية، الجودة، السياحة، شئون البريد)                             | حزب العمل الهولندي            |
| Martin van Rijn            | مارتن قان راين                       | وزير دولة                | الصحة، الرعاية والرياضة (التمريض والرعاية، سياسة كبار السن، سياسة الشباب، التكنولوجيا الحيوية)          | حزب العمل الهولندي            |
| Sander Dekker              | ساندر ديكر                           | وزير دولة                | التعليم، الثقافة والعلوم (التعليم العالي، العلوم والمعرفة، المعلمون، الثقافة)                           | حزب الشعب للحرية والديمقراطية |
| Wilma Mansveld             | فيلما مانسفيلد                       | وزيرة دولة [Note]        | البنية التحتية والبيئة (السياسة المائية، البيئة، الطيران)                                               | حزب العمل الهولندي            |
| Jetta Klijnsma             | شيتا كلاينسما                        | وزيرة دولة               | الشئون الاجتماعية والعمل (البطالة التأمين (جزئياً)، المساواة، البطالة طويلة الأمد، الفقر، الصحة والأمان) | حزب العمل الهولندي            |
| مصدر: Rijksoverheid        |                                      |                          | |                               |

Note.  يسمح لوزراء الدولة للأمن والعدالة، الشئون الإقتصادية والبنية التحتية والبيئة أن يستخدموا اللقب الوزاري أثناء المهام الخارجية.
Appt.  عين فرانس تيمرمانز النائب الأول لرئيس المفوضية الأوروبية والمفوض الأوروبي للتنظيم الأفضل، والعلاقات المشتركة بين المؤسسات، وسيادة القانون وميثاق الحقوق الأساسية: تعيين.
Res.  استقال.